# Бастид де Бузињак
Бастид де Бузињак (фр. Bastide-de-Bousignac) насеље је и општина у јужној Француској у региону Миди Пирене, у департману Арјеж која припада префектури Памје.
По подацима из 2011. године у општини је живело 339 становника, а густина насељености је износила 27,06 становника/km². Општина се простире на површини од 12,53 km². Налази се на средњој надморској висини од 326 метара (максималној 500 m, а минималној 310 m).

## Демографија
| 1962. | 1968. | 1975. | 1982. | 1990. | 1999. | 2011. |
| ----- | ----- | ----- | ----- | ----- | ----- | ----- |
| 226   | 251   | 248   | 296   | 311   | 327   | 339   |

График промене броја становника у току последњих година